# Cantó de Neuvy-Saint-Sépulchre
El cantó de Neuvy-Saint-Sépulchre és un cantó francès del departament de l'Indre, situat al districte de La Châtre. Té 12 municipis i el cap és Neuvy-Saint-Sépulchre.

## Municipis
- Cluis
- Fougerolles
- Gournay
- Lys-Saint-Georges
- Maillet
- Malicornay
- Mers-sur-Indre
- Montipouret
- Mouhers
- Neuvy-Saint-Sépulchre
- Sarzay
- Tranzault

## Història
| Data d'elecció                           | Identitat              | Partit                    | Qualitat |
| ---------------------------------------- | ---------------------- | ------------------------- | -------- |
| 1945-1975                                | Vincent Rotinat        | radical                   |          |
| 1975-1994                                | Aymar Boulade-Périgois | MRG, després PS           |          |
| 1994-2001                                | Laëtitia Guillot       | PS, després Divers gauche |          |
| 2001-                                    | Michel Appert          | Divers droite             |          |
| les dades anteriors no són pas conegudes |                        |                           |          |
|                                          |                        |                           |          |

## Demografia
| A partir de 1990: Població sense dobles comptes |